# Hilara algecirasensis
Hilara algecirasensis är en tvåvingeart som beskrevs av Gabriel Strobl 1899. Hilara algecirasensis ingår i släktet Hilara och familjen dansflugor.
Artens utbredningsområde är Spanien. Inga underarter finns listade i Catalogue of Life.